# Jodupönen (Kreis Pillkallen)
Jodupönen, von 1938 bis 1945 Naßfelde, war eine Landgemeinde im Kreis Pillkallen (ab 1938 Schloßberg i. Opr.) in Ostpreußen. Der Ort kam nach dem Zweiten Weltkrieg 1945 an die Sowjetunion und fiel wüst. Das Gebiet des ehemaligen Ortes liegt heute am östlichen Rand der Oblast Kaliningrad in Russland nahe der Grenze zu Litauen. Ein russischer Name für die Siedlung ist nicht bekannt.

## Geschichte

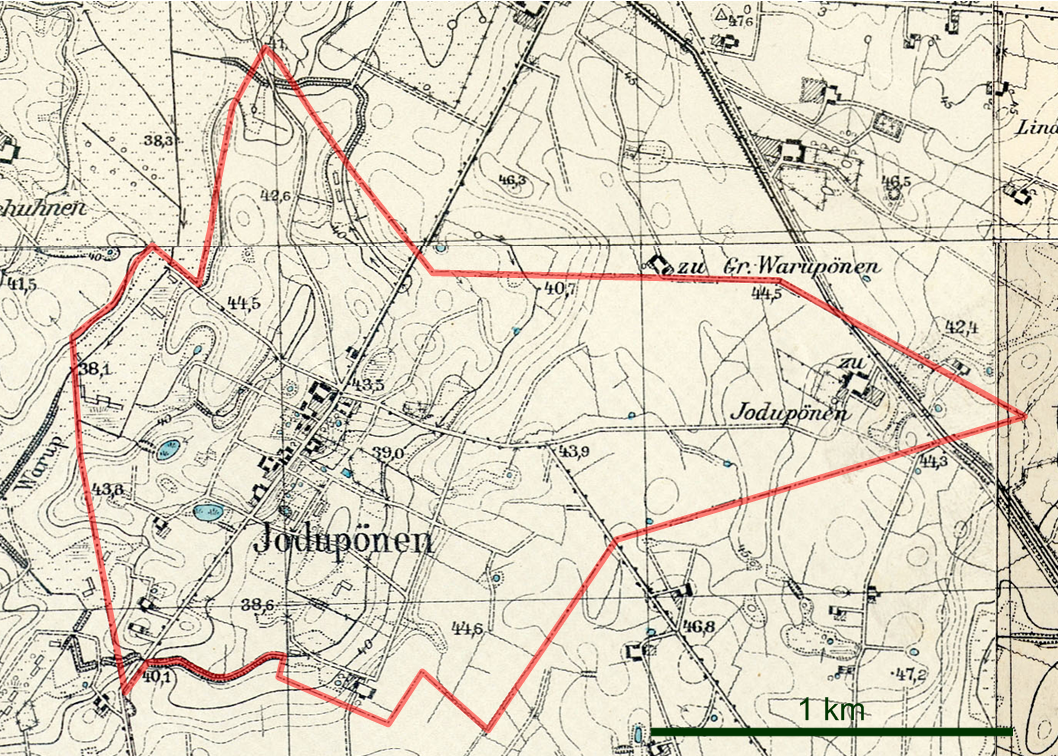
Die Gemeinde Jodupönen auf Messtischblättern von 1936 und 1937

Jodupönen wurde 1542 als Jodupe erstmals erwähnt. Sowohl 1785 (als „Cölmisch Dorf“) als auch 1818 (als „Bauerdorf“) sind zwölf Feuerstellen gezählt worden. Der Ort gehörte seit 1874 als eine von 15 Gemeinden zum Amtsbezirk Schirwindt (Nr. 27). Die Gemeinde bestand aus mehreren kleinen Gehöften. 1901 erfolgte mit der Eröffnung des Bahnhofs an der Pillkaller Kleinbahn Anschluss an das deutsche Schienennetz. Im Jodupöner Bruch wurde Torfstich betrieben. Nach dem Ersten Weltkrieg schafften die Bauern des Dorfes eine Torfpresse an. 1920 wurden knapp 40 Hektar des Gemeindegebiets an die südlich gelegene Nachbargemeinde Parschen abgegeben. Am 16. Juli 1938 wurde der Name des Ortes im Zuge der nationalsozialistischen Umbenennungsaktion in Naßfelde geändert. 16 Bewohner des Ortes fielen im Zweiten Weltkrieg. Mit dem Rückzug der deutschen Wehrmacht zum Ende des Krieges wurde das Gebiet um Jodupönen von der Sowjetunion besetzt und Teil der Oblast Kaliningrad als Exklave der Russischen SFSR. Die Siedlung wurde nach 1945 aufgegeben. Auf einem sowjetischen Messtischblatt (1:50.000) von 1983 war keine Siedlung mehr verzeichnet.
Die Bevölkerung war 1907 nach dem evangelischen Kirchspiel Schirwindt gepfarrt. Katholische Bewohner waren nach Bilderweitschen eingepfarrt.

## Einwohnerentwicklung
| 1818 | 1905 | 1910 | 1939 |
| ---- | ---- | ---- | ---- |
| 57   | 98   | 108  | 69   |